# 四成村
四成村（しなりむら）は、かつて岐阜県安八郡に存在した村である。
現在の安八郡神戸町南部（和泉・八条）と大垣市北部（青木町）に該当する。
村名は、四つの村が合併して成立したことによる。

## 歴史
- 1875年（明治8年）1月 - 和泉村、八条村、市島村[2]、青木村が合併し、成立。
- 1889年（明治22年）7月1日 - 町村制により四成村が発足。
- 1897年（明治30年）4月1日 - 西保村、南方村、中沢村、加納村、草道島村と合併し南平野村が発足。同日四成村廃止。
- 1954年（昭和29年）4月1日 - 南平野村が神戸町に編入される。その際、旧村域の一部（青木）は分割され、不破郡赤坂町[3]に編入される。